# Saint-Louet-sur-Seulles

Saint-Louet-sur-Seulles este o comună în departamentul Calvados, Franța. În 1 ianuarie 2022 avea o populație de 135 de locuitori.